# Condado de Monroe (Geórgia)
O Condado de Monroe é um dos 159 condados do Estado americano de Geórgia. A sede do condado é Forsyth, e sua maior cidade é Forsyth. O condado possui uma área de 1 030 km², uma população de 21 757 habitantes, e uma densidade populacional de 21 hab/km² (segundo o censo nacional de 2000). O condado foi fundado em 15 de maio de 1821.